# Camagüey
Camagüey (phiên âm tiếng Việt: Ca-ma-guây) là một thành phố và là một municipality ở miền trung Cuba, là thành phố lớn thứ 3 nước này. Thành phố Camagüey là tỉnh lỵ của tỉnh Camagüey.
Sau khi liên tục bị hải tặc tấn công, thành phố ban đầu (được thành lập với tên gọi Santa María del Puerto del Príncipe vào năm 1515 bên bờ biển bắc) được dời sâu vào trong nội địa vào năm 1528. Thành phố đã được xây dựng với các đường ngõ ngoằn nghoèo để dễ phòng thủ chống lại hải tặc hơn. Có nhiều ngõ cụt và đường ngã ba dẫn đến các quảng trường với các kích thước khác nhau. Chỉ có một đường ra ở thành phố này, nếu hải tặc đi vào thành phố được thì dân thành phố cũng có thể tóm được.

## Văn hóa
Biểu tượng của thành phố Camagüey là chiếc nồi đất sét hay tinajón, dùng để hứng nước mưa dùng. Ở thành phố này hiện diện khắp nơi trong thành phố này với kích cỡ từ loại nhỏ bằng bàn taycho đến loại có thể chứa 2 người, dùng làm tượng đài cũng như sử dụng. Truyền thuyết của dân địa phương cho rằng nếu bạn uống nước từ một tinajón, bạn sẽ yêu thành phố và luôn luôn quay trở lại đây.
Thành phố này có Đại học Camagüey.